# Целебеска лястовича опашка
Целебеската лястовича опашка (Atrophaneura palu) е вид пеперуда от семейство Лястовичи опашки (Papilionidae).

## Разпространение
Този вид е разпространен в Индонезия.